# Ilia Peiros
Ilia Peiros (nombre completo: Ilia Iosifovich Peiros, Илья Иосифович Пейрос; nacido en 1948) es un lingüista ruso que se especializa en la lingüística histórica de Asia Oriental. Peiros es un conocido académico de la Escuela de Lingüística Comparativa de Moscú, conocido por su trabajo sobre la lingüística comparativa de largo alcance. Peiros está afiliado al Santa Fe Institute en Nuevo México, Estados Unidos y también fue miembro de la facultad de la Universidad de Melbourne.

## Educación
En 1971, Peiros se graduó en el Departamento de Lingüística Teórica y Aplicada de la Universidad Estatal de Moscú. En 1976 defendió su doctorado. Tesis sobre el consonantismo chino-tibetano.

## Carrera
En el artículo "Una macrofamilia áustrica: algunas consideraciones", Peiros propuso que el austro-tai (que comprende el austronesio y el tai-kadai), el miao-yao (hmong-mien) y el austroasiático estaban relacionados entre sí como parte de la macrofamilia áustrica.
En 1996, junto con Serguéi Stárostin, publicó un diccionario comparativo de seis volúmenes de las lenguas sino-tibetanas.
Peiros también investiga sobre lingüística histórica amerindia como parte del proyecto Evolución de los lenguajes humanos (EHL), liderado por Georgiy Starostin.

## Publicaciones Seleccionadas
- Peiros, Ilia (1989). «Some Enhancements for the Reconstruction of Proto-Karen». Historical Accentology and the Comparative Method (Moscow: Nauka): 225-254.
- Peiros, Ilia. 1998. Comparative Linguistics in Southeast Asia. Pacific Linguistics, Research School of Pacific and Asian Studies, Australian National University.
- Comrie, Bernard and Ilia Peiros. 2000. "Austroasiatic and Tai-Kadai Languages in the Intercontinental Dictionary Series." In The Fifth International Symposium on Languages and Linguistics, Ho Chi Minh City, 89-117. Vietnam National University, Ho Chi Minh City University of Social Sciences and Humanities.
- Peiros, Ilia. 1997. "Lolo-Burmese Linguistic Archaeology." In The Mon-Khmer Studies Journal, 27: 233–248.
- Jukes, Anthony and Ilia Peiros. 1996. "A Katuic Cultural Reconstruction." In The Fourth International Symposium on Language and Linguistics, Thailand, 827–849. Institute of Language and Culture for Rural Development, Mahidol University.
- Peiros, Ilia. 1996. "The Vietnamese Etymological Dictionary and 'new' Language Families." In The Fourth International Symposium on Language and Linguistics, Thailand, 883–894. Institute of Language and Culture for Rural Development, Mahidol University.